# Монастырь Святой Екатерины (Оломоуц)
Монастырь Святой Екатерины (чеш. Klášter svaté Kateřiny) находится в городе Оломуц, Чехия.

## История
Основан в 1287 году, был обителью монахинь Доминиканского ордена.
Право на обладание обителью тем или иным монашеским орденом было предметом споров между представителями как религиозной, так и светской власти. Монастырю покровительствовал король Вацлав II, члены королевской семьи, представители аристократии и сам папа римский.
Первые десятилетия своего существования монастырь процветал. Вершины своего развития община достигла в XIV веке.
В ходе гуситских войн многие монастыри доминиканского ордена прекратили своё существование, но монастырю Святой Екатерины удалось выстоять. Несколько раз в монастыре случались пожары. Особенно сильно он пострадал во время тридцатилетней войны и во время городского пожара в 1709 году.
В 1782 году, в ходе реформ Иосифа II, монастырь был передан урсулинкам.
В 1905 году в южной части монастыря была построена школа. В 1951-м стал собственностью государства и был превращён в городской музей.

## Архитектура
Комплекс зданий монастыря до сих пор изучают архитекторы, искусствоведы и историки. Проводилось большое количество научных исследований, но полностью монастырь пока ещё не изучен. Тем не менее, научное сообщество располагает достаточным количеством изобразительных и письменных источников чтобы восстановить проследить все этапы строительства монастыря.
Постройки монастыря выполнены в различных архитектурных стилях, среди них наиболее выделяется одно из старейших и наиболее необычных готических зданий города — костёл Святой Екатерины Александрийской. Прочие сооружения монастыря строились в средневековье и эпоху Возрождения. После передачи монастыря ордену урсулинок, в нём были построены здания в стиле барокко. Несмотря на то, что монастырь является одним из важнейших исторических зданий Оломуца, в настоящее время часть его скрыта за современными многоэтажными зданиями.
В последний раз монастырь реконструировали в конце XIX и начале XX века.

## Современное состояние
Из старого убранства обители сохранилось лишь несколько скульптур эпохи барокко, икон, предметов мебели в неоготическом стиле, а также фрагменты алтаря. Комплекс зданий монастыря практически не используется и ожидает серьёзной реставрации.